# Obsidianas
Obsidianas är ett bergspass i Antarktis. Det ligger i Sydshetlandsöarna. Argentina, Chile och Storbritannien gör anspråk på området.
Terrängen runt Obsidianas är kuperad åt sydost, men åt nordväst är den platt. Havet är nära Obsidianas västerut. Trakten är glest befolkad. Närmaste befolkade plats är Gabriel de Castilla Spanish Antarctic Station, 3,4 km söder om Obsidianas. 